# Nuoto ai campionati europei di nuoto 2018 - 400 metri stile libero maschili
La gara dei 400 metri stile libero maschili degli Europei 2018 si è svolta il 3 agosto 2018. Al mattino si sono svolte le batterie, mentre la finale si è disputata nel pomeriggio.

## Podio
| Pos.    | Atleta              | Nazione  |
| ------- | ------------------- | -------- |
| Oro     | Mychajlo Romančuk   | Ucraina  |
| Argento | Henrik Christiansen | Norvegia |
| Bronzo  | Henning Mühlleitner | Germania |

## Record
Prima della manifestazione il record del mondo (RM), il record europeo (EU) e il record dei campionati (RC) erano i seguenti:
|  | 3'40"07 | Paul Biedermann | 28 luglio 2009 Roma   |
|  | 3'40"07 | Paul Biedermann | 28 luglio 2009 Roma   |
|  | 3'44"01 | Gabriele Detti  | 16 maggio 2016 Londra |

Durante la competizione non sono stati migliorati record.

## Risultati

### Batterie
| Pos. | Batteria | Corsia | Atleta                 | Nazionalità   | Tempo   | Note |
| ---- | -------- | ------ | ---------------------- | ------------- | ------- | ---- |
| 1    | 3        | 4      | Mychajlo Romančuk      | Ucraina       | 3'46"95 | Q    |
| 2    | 3        | 2      | Poul Zellmann          | Germania      | 3'47"14 | Q    |
| 3    | 3        | 3      | Henning Mühlleitner    | Germania      | 3'47"29 | Q    |
| 4    | 4        | 4      | Felix Auböck           | Austria       | 3'48"01 | Q    |
| 5    | 4        | 2      | Victor Johansson       | Svezia        | 3'48"05 | Q    |
| 6    | 4        | 3      | Henrik Christiansen    | Norvegia      | 3'48"14 | Q    |
| 7    | 3        | 8      | Jan Micka              | Rep. Ceca     | 3'49"17 | Q    |
| 8    | 3        | 5      | Wojciech Wojdak        | Polonia       | 3'49"67 | Q    |
| 9    | 3        | 6      | Filip Zaborowski       | Polonia       | 3'49"72 |      |
| 10   | 4        | 8      | David Aubry            | Francia       | 3'49"87 |      |
| 11   | 4        | 5      | Domenico Acerenza      | Italia        | 3'50"00 |      |
| 12   | 3        | 1      | Stephen Milne          | Gran Bretagna | 3'50"05 |      |
| 13   | 4        | 7      | Jay Lelliott           | Gran Bretagna | 3'50"21 |      |
| 14   | 3        | 9      | Marin Mogić            | Croazia       | 3'50"48 |      |
| 15   | 4        | 1      | Martin Maljutin        | Russia        | 3'50"94 |      |
| 16   | 2        | 8      | Robin Hanson           | Svezia        | 3'51"33 |      |
| 17   | 3        | 0      | Balázs Holló           | Ungheria      | 3'51"56 |      |
| 18   | 2        | 4      | Richard Nagy           | Slovacchia    | 3'51"86 |      |
| 19   | 2        | 0      | Miguel Nascimento      | Portogallo    | 3'51"89 |      |
| 20   | 4        | 9      | Adam Paulsson          | Svezia        | 3'51"98 |      |
| 21   | 4        | 0      | Roman Fuchs            | Francia       | 3'52"77 |      |
| 22   | 4        | 6      | Vjačeslav Andrusenko   | Russia        | 3'53"02 |      |
| 23   | 2        | 5      | Roman Fuchs            | Israele       | 3'53"04 |      |
| 24   | 2        | 9      | Ergecan Gezmiş         | Turchia       | 3'53"52 |      |
| 25   | 2        | 2      | Bogdan-Andrei Scarlat  | Romania       | 3'53"80 |      |
| 26   | 2        | 3      | Ilya Druzhinin         | Russia        | 3'54"40 |      |
| 27   | 2        | 1      | László Cseh            | Ungheria      | 3'55"49 |      |
| 28   | 1        | 6      | Batuhan Hakan          | Turchia       | 3'56"81 |      |
| 29   | 2        | 6      | Yonatan Batsha         | Israele       | 3'57"07 |      |
| 30   | 1        | 4      | Daniel Namir           | Israele       | 3'57"37 |      |
| 31   | 2        | 7      | Andreas Georgakopoulos | Grecia        | 4'00"36 |      |
| 32   | 1        | 5      | Irakli Revishvili      | Georgia       | 4'00"95 |      |
| 33   | 1        | 3      | Alvi Hjelm             | Fær Øer       | 4'02"29 |      |
| 34   | 1        | 2      | Frenc Berdaku          | Albania       | 4'09"78 |      |
| 35   | 1        | 7      | Spiro Goga             | Albania       | 4'13"88 |      |
|      | 3        | 7      | Daniel Jervis          | Gran Bretagna | dns     |      |

### Finale
| Pos. | Corsia | Atleta              | Nazionalità | Tempo   | Note |
| ---- | ------ | ------------------- | ----------- | ------- | ---- |
|      | 4      | Mychajlo Romančuk   | Ucraina     | 3'45"18 |      |
|      | 7      | Henrik Christiansen | Norvegia    | 3'47"07 |      |
|      | 3      | Henning Mühlleitner | Germania    | 3'47"18 |      |
| 4    | 6      | Felix Auböck        | Austria     | 3'47"24 |      |
| 5    | 2      | Victor Johansson    | Svezia      | 3'47"74 |      |
| 6    | 1      | Jan Micka           | Rep. Ceca   | 3'48"46 |      |
| 7    | 5      | Poul Zellmann       | Germania    | 3'48"97 |      |
| 8    | 8      | Wojciech Wojdak     | Polonia     | 3'49"08 |      |